# Пітер Ріґерт
Пітер Рігерт (англ. Peter Riegert; нар. 11 квітня 1947, Бронкс, Нью-Йорк) — американський актор, режисер та сценарист, відомий за ролями в таких фільмах, як «Звіринець» (1978), «Місцевий герой» (1983), «Оскар» (1991) і «Маска» (1994). Він був режисером короткометражки «Кур'єром» (2000) і, разом з продюсером Ерікою Фредерік, був номінований на премію «Оскар» за найкращий короткометражний фільм. Раніше він був номінований на премію прайм-тайм премію «Еммі» за роль у фільмі HBO «Варвари біля воріт» (1993).

## Життєпис
Рігерт виріс у місті Гартсдейл, штат Нью-Йорк. Він закінчив середню школу в Ардслі у 1964 році, продовжив навчання в Університеті Буффало. Він дебютував на Бродвеї у мюзиклі Dance With Me. 

## Фільмографія
| - Звіринець (1978) - Америкафон (1979) - По вуха закоханий (1979) - Місцевий герой (1983) - News at Eleven (1986) - The Stranger (1987) - Перехрестя Деленсі (1988) - W. Eugene Smith: Photography Made Difficult (1989) - Удар по системі (1990) - Оскар (1991) - Камінь вікінгів (1991) - Предмет краси (1991) - Циганка (1993) - Варвари біля воріт (1993) - Маска (1994) - У стані ворога (1995) - An Element of Truth (1995) - Нескінченність | - Face Down (1997) - North Shore Fish (1997) - Дитячий танець (1998) - The Scandalous Me: Jacqueline Susann Story (1998) - Трафік (2000) - Bojangles (2001) - King of the Corner (2004) - Mystery Dance (2004) - Love Conquers Paul (2009) - Незнайомець (2010) - The Hit List (2011) - Sholem Aleichem: Laughing in the Darkness (2011) - Ми купили зоопарк (2011) - Міддлтон (2013) - The Walk (2014) - Американська пастораль (2016) - Екстраполяції (2023) |